# جون سكوفيلد (لاعب كرة قدم)
جون سكوفيلد (بالإنجليزية: John Schofield)‏ هو مدرب كرة قدم ولاعب كرة قدم بريطاني في مركز الوسط، ولد في 16 مايو 1965 في بارنسلي في المملكة المتحدة. لعب مع نادي دونكاستر روفرز ونادي لينكولن سيتي ونادي مانسفيلد تاون وهال سيتي.

## وصلات خارجية
- جون سكوفيلد (لاعب كرة قدم) على موقع قاعدة بيانات كرة القدم.إي يو (الإنجليزية)
- جون سكوفيلد (لاعب كرة قدم) على موقع Soccerbase.com (لاعب) (الإنجليزية)